# Microtis pulchella
Microtis pulchella är en orkidéart som beskrevs av Robert Brown. Microtis pulchella ingår i släktet Microtis och familjen orkidéer. Inga underarter finns listade i Catalogue of Life.